# Tlustienchabl
Tlustienchabl – osiedle typu miejskiego w Rosji, w Adygei. W 2010 roku liczyło 5403 mieszkańców.